# Broken Barricades
Broken Barricades is het vijfde studioalbum van Procol Harum.

## Geschiedenis
Het album werd opgenomen in de Londense AIR Studio in de periode december 1970 – maart 1971. In eerste instantie werd aangenomen dat de opnamen slechts plaatsvonden in de maanden februari en maart, maar bij een onderzoek voor een uitgebreide heruitgave in 2019 kwamen opnamen uit december 1970 bovendrijven. In Europa werd het uitgegeven door Chrysalis Records, in de Verenigde Staten via A & M Records. Procol Harum leerde de onervaren muziekproducent Chris Thomas kennen via George Martin eigenaar van AIR; Broken Barricades was het tweede album dat Thomas zou produceren (het eerste was voor de Climax Blues Band).
Het album verkocht redelijk; het haalde in het Verenigd Koninkrijk de 42e plaats in de albumlijsten en in de Billboard 200 een 32e plaats. Een uitschieter was Denemarken waar het een vijfde plaats haalde.
Trower gaf aan het platenlabel aan, dat hij zich niet langer kon verenigen met de (in zijn ogen onduidelijke) muzikale richting die de band opging. Voor zichzelf had hij een duidelijker richting voor ogen, hetgeen resulteerde in zijn debuutalbum Twice removed from yesterday. Al in de zomer van 1971 stapte hij op. Bert Treep van IO Pages constateerde bij een heruitgave in november 2019 (IO Page 160), dat Broken barricades ten opzichte van alle andere Procol Harum-albums het meest aan de gitaar is opgehangen.
Het album werd diverse keren, al dan niet met bonusmateriaal uitgegeven. Het mondde in 2019 uit in een uitgave bij Esoteric Recordings waar een set werd uitgebracht met drie cd’s. Voor die uitgave werd gesproken met Brooker, Trower en Keith Reid. 

## Musici
- Gary Brooker – piano, zang behalve op Song for a dreamer en Poor Mohammed
- Robin Trower – gitaar, zang op Sing for a dreamer en Poor Mohammed
- Chris Copping – basgitaar, orgels
- B.J. Wilson - drumstel

## Muziek

### Origineel album Chrysalis via cd
| Nr. | Titel                                 | Duur |
| --- | ------------------------------------- | ---- |
| 1.  | Simple sister (Brooker, Reid)         | 5:52 |
| 2.  | Broken barricades (Brooker, Reid)     | 3:13 |
| 3.  | Memorial drive (Trower, Reid)         | 3:47 |
| 4.  | Luskus Delph (Brooker, Reid)          | 3:48 |
| 5.  | Power failure (Brooker, Reid)         | 4:33 |
| 6.  | Song for a dreamer (Trower, Reid)     | 5:40 |
| 7.  | Playmate of the mouth (Brooker, Reid) | 5:06 |
| 8.  | Poor Mohammed (Trower, Reid)          | 3:07 |

Song for a dreamer met ondertitel King Jimi is Trowers eerbetoon aan de in 1970 overleden Jimi Hendrix.

### Uitgave Esoteric
In 2019 volgde een uitgebreidere versie, waarbij het album vergezeld ging met alternatieve opnamen en opnamen van concerten uit die jaren. Tevens was er uitgebreide documentatie te lezen over de turbulente tijd van de band in verband met de snel opvolgende wisseling aan gitaristen. Daarbij werd geconstateerd dat de muziek van Procol Harum naast trekjes van de barokmuziek ook trekken van minimal Music in de stijl van Steve Reich en Philip Glass kreeg.
| Nr. | Titel                                        | Duur  |
| --- | -------------------------------------------- | ----- |
| 1.  | Simple sister (albumversie)                  | 5:51  |
| 2.  | Broken barricades (albumversie)              | 3:12  |
| 3.  | Memorial drive (albumversie)                 | 3:46  |
| 4.  | Luskus Delph (albumversie)                   | 3:47  |
| 5.  | Power failure (albumversie)                  | 4:32: |
| 6.  | Song for a dreamer (albumversie)             | 5:38  |
| 7.  | Playmate of the mouth (albumversie)          | 5:05  |
| 8.  | Poor Mohammed (albumversie)                  | 3:11  |
| 9.  | Simple sister (ongepolijste opname)          | 5:51  |
| 10. | Broken barricades (met lang outtro)          | 3:58  |
| 11. | Memorial drive (alternatieve mix)            | 3:47  |
| 12. | Memorial jam (jamsessie)                     | 3:28  |
| 13. | Luskus Delph(i) (alternatieve mix)           | 4:14  |
| 14. | Power failure (zonder applaus)               | 4:01  |
| 15. | Song for a dreamer (basistrack)              | 4:56  |
| 16. | Playmate of the mouth (ongepolijste opnamen) | 4:51  |
| 17. | Poor Mohammed (basistrack)                   | 2:44  |

| Nr. | Titel                                                                         | Duur |
| --- | ----------------------------------------------------------------------------- | ---- |
| 1.  | Memorial drive (Live, radiostation WPLJ, New York, 12 april 1971)             | 3:33 |
| 2.  | Still there’ll be more (Live, radiostation WPLJ, New York, 12 april 1971)     | 4;59 |
| 3.  | Nothing that I didn’t know (Live, radiostation WPLJ, New York, 12 april 1971) | 4:16 |
| 4.  | Simple sister (Live, radiostation WPLJ, New York, 12 april 1971)              | 3:01 |
| 5.  | Luskus Delph (Live, radiostation WPLJ, New York, 12 april 1971)               | 4:17 |
| 6.  | Shine on brightly (Live, radiostation WPLJ, New York, 12 april 1971)          | 4:28 |
| 7.  | Whaling stories (Live, radiostation WPLJ, New York, 12 april 1971)            | 9:44 |
| 8.  | Broken barricades (Live, radiostation WPLJ, New York, 12 april 1971)          | 3:20 |
| 9.  | Juicy John Pink (Live, radiostation WPLJ, New York, 12 april 1971)            | 4:19 |
| 10. | A salty dog (Live, radiostation WPLJ, New York, 12 april 1971)                | 5:07 |
| 11. | Whisky train (Live, radiostation WPLJ, New York, 12 april 1971)               | 4:23 |
| 12. | Power failure (Live, radiostation WPLJ, New York, 12 april 1971)              | 5:58 |
| 13. | Simple sister (BBC Radio One: Sounds of 70s’ 6 oktober 1971)                  | 3:15 |
| 14. | Quite rightly so (BBC Radio One: Sounds of 70s’ 6 oktober 1971)               | 5:20 |
| 15. | Broken barricades (BBC Radio One: Sounds of 70s’ 6 oktober 1971)              | 2:35 |
| 16. | Power failure (BBC Radio One: Sounds of 70s’ 6 oktober 1971)                  | 3:19 |

Musici New York: Gary Brooker (zang, piano), Chris Copping (basgitaar, orgel), Robin Trower (gitaar, basgitaar, zang), BJ Wilson (drums/percussie)
Musici BBC: Gary Brooker (zang, piano), Chris Copping (basgitaar, orgel),  BJ Wilson (drums/percussie), Dave Ball (gitaar), Alan Cartwright (basgitaar)
| Nr. | Titel | Duur  |
| --- | --- | ----- |
| 1.  | In the wee small hours of sixpence (Concert Folkets Huset, Stockholm 16 oktober 1071 via Zweedse radio)                         | 3:08  |
| 2.  | Still there’ll be more (Concert Folkets Huset, Stockholm 16 oktober 1071 via Zweedse radio)                                     | 5:48  |
| 3.  | All this and more (Concert Folkets Huset, Stockholm 16 oktober 1071 via Zweedse radio)                                          | 4:26  |
| 4.  | Quite rightly so (Concert Folkets Huset, Stockholm 16 oktober 1071 via Zweedse radio)                                           | 5:09  |
| 5.  | Power failure (Concert Folkets Huset, Stockholm 16 oktober 1071 via Zweedse radio)                                              | 6:31  |
| 6.  | Pilgrims progress (Concert Folkets Huset, Stockholm 16 oktober 1071 via Zweedse radio)                                          | 5:07  |
| 7.  | Simple sister (Concert Folkets Huset, Stockholm 16 oktober 1071 via Zweedse radio)                                              | 3:55  |
| 8.  | Magdalene (My Regal Zonophone) (Concert Folkets Huset, Stockholm 16 oktober 1071 via Zweedse radio)                             | 3:46  |
| 9.  | A salty dog (Concert Folkets Huset, Stockholm 16 oktober 1071 via Zweedse radio)                                                | 5:50  |
| 10. | Repent Walpurgis (Concert Folkets Huset, Stockholm 16 oktober 1071 via Zweedse radio (wel opgenomen; niet uitgezonden))         | 8:54  |
| 11. | In the autumn of my madness/Look to your soul/Grand finale (Concert Folkets Huset, Stockholm 16 oktober 1071 via Zweedse radio) | 14:09 |

Musici Stockholm: Gary Brooker (zang, piano), Chris Copping (basgitaar, orgel),  BJ Wilson (drums/percussie), Dave Ball (gitaar), Alan Cartwright (basgitaar)